# Chondrus
Genre
Chondrus est un genre d'algues rouges de la famille des Gigartinaceae. Appelé aussi varech, mousse d'irlande, lichen de mer, carraghéen, pioka... selon les régions et les époques.
Le genre Chondrus contient 12 espèces décrites, parmi lesquelles Chondrus crispus, très utilisée en agroalimentaire, pour la production de carraghénanes, gélifiants utilisés pour épaissir les flans, yaourts, crèmes glacées, dentifrices…

## Liste des espèces
Selon AlgaeBase (6 mai 2012) :
- Chondrus adriaticus Zanardini (Sans vérification)
- Chondrus agathoicus J.V.Lamouroux (Sans vérification)
- Chondrus albemarlensis W.R.Taylor (Statut incertain)
- Chondrus armatus (Harvey) Okamura
- Chondrus atropurpureus Suhr (Statut incertain)
- Chondrus bidens Kützing (Sans vérification)
- Chondrus bonnemaisonii Gaillon (Sans vérification)
- Chondrus canaliculatus (C.Agardh) Greville
- Chondrus capensis (C.Agardh) Kützing (Sans vérification)
- Chondrus ceranoides (Linnaeus) Stackh. (Sans vérification)
- Chondrus chondrophyllus (Turner) Greville (Sans vérification)
- Chondrus coarctatus Kützing (Sans vérification)
- Chondrus coccineus Kützing (Sans vérification)
- Chondrus concinnus (Turner) Kützing (Sans vérification)
- Chondrus constrictus (Turner) Greville (Sans vérification)
- Chondrus crassifolius (C.Agardh) Kützing (Sans vérification)
- Chondrus crenulatus (Turner) Greville (Sans vérification)
- Chondrus crispus Stackhouse (espèce type)
- Chondrus cypellon (Bertoloni) Zanardini (Statut incertain)
- Chondrus dilatatus (Turner) Greville (Sans vérification)
- Chondrus dubius (C.Agardh) Montagne (Sans vérification)
- Chondrus duriusculus Kützing (Sans vérification)
- Chondrus echinatus (Stackh.) Stackh. (Sans vérification)
- Chondrus elatus Holmes
- Chondrus exilis Harvey & Bailey (Sans vérification)
- Chondrus furcellatus (C.Agardh) Greville (Sans vérification)
- Chondrus giganteus Yendo
- Chondrus hancockii W.R.Taylor (Statut incertain)
- Chondrus incisus Ruprecht (Sans vérification)
- Chondrus incurvatus (Lyngbye) Kützing (Sans vérification)
- Chondrus lacerus (Linnaeus) Stackh. (Sans vérification)
- Chondrus linearis (Turner) Greville (Sans vérification)
- Chondrus multipartitus (Clemente) Harvey (Sans vérification)
- Chondrus nipponicus Yendo
- Chondrus ocellatus Holmes
- Chondrus pinnulatus (Harvey) Okamura
- Chondrus polymorphus (J.V.Lamouroux) J.V.Lamouroux (Sans vérification)
- Chondrus pumilus (Hudson) J.V.Lamouroux (Sans vérification)
- Chondrus pumilus Lamouroux (Statut incertain)
- Chondrus punctatus Suringar (Sans vérification)
- Chondrus pygmaeus (Lightfoot) Lamouroux (Sans vérification)
- Chondrus pygmaeus (Turner) J.V.Lamouroux (Sans vérification)
- Chondrus repens (C.Agardh) Greville (Sans vérification)
- Chondrus rhodophyllus Kützing (Sans vérification)
- Chondrus rostratus (C.Agardh) Greville (Sans vérification)
- Chondrus rubens (Linnaeus) Lyngbye (Sans vérification)
- Chondrus scabiosus Kützing (Sans vérification)
- Chondrus scutellatus (Hering) Hering (Sans vérification)
- Chondrus sejunctus Bory de Saint-Vincent (Sans vérification)
- Chondrus stellatus (Stackh.) Stackh. (Sans vérification)
- Chondrus umbellatus Kützing (Sans vérification)
- Chondrus uncialis Harvey & Bailey
- Chondrus uncinalis Bailey & Harvey (Statut incertain)
- Chondrus vermicularis (C.Agardh) Greville (Sans vérification)
- Chondrus vermicularis (Turner) Greville ex Kützing (Sans vérification)
- Chondrus verrucosus Mikami
- Chondrus violaceus Sonder ex Kützing (Sans vérification)
- Chondrus violaceus longicornis Kützing (Sans vérification)
- Chondrus virgatus Schousboe (Statut incertain)
- Chondrus wrightii (Turner) Kützing (Sans vérification)
- Chondrus yendoi Yamada & Mikami

Selon Catalogue of Life (6 mai 2012) :
- Chondrus albemarlensis
- Chondrus canaliculatus
- Chondrus crispus
- Chondrus elatus
- Chondrus elongatus
- Chondrus giganteus
- Chondrus griffithsiae
- Chondrus hancockii
- Chondrus nipponicus
- Chondrus ocellatus
- Chondrus pinnulatus
- Chondrus uncinalis
- Chondrus verrucosus
- Chondrus yamadae
- Chondrus yendoi

Selon ITIS (6 mai 2012) :
- Chondrus crispus (Linnaeus) J. Stackhouse
- Chondrus ocellatus

Selon NCBI (6 mai 2012) :
- Chondrus armatus
- Chondrus canaliculatus
- Chondrus crispus
- Chondrus elatus
- Chondrus giganteus
  - Chondrus giganteus f. flabellatus
- Chondrus nipponicus
- Chondrus ocellatus
- Chondrus pinnulatus
  - Chondrus pinnulatus f. armatus
- Chondrus platynus
- Chondrus verrucosus
- Chondrus yendoi

Selon World Register of Marine Species (6 mai 2012) :
- Chondrus armatus (Harvey) Okamura, 1930
- Chondrus canaliculatus (C.Agardh) Greville, 1830
- Chondrus crispus Stackhouse, 1797
- Chondrus duriusculus Kützing, 1867
- Chondrus elatus Holmes, 1895
- Chondrus giganteus
- Chondrus mamillosus
- Chondrus nipponicus Yendo, 1920
- Chondrus ocellatus Holmes, 1895
- Chondrus pinnulatus (Harvey) Okamura, 1930
- Chondrus verrucosus Mikami, 1965
- Chondrus yendoi Yamada & Mikami, 1965
- Chondrus albemarlensis W.R.Taylor, 1945
- Chondrus cypellon (Bertoloni) Zanardini, 1840
- Chondrus hancockii W.R.Taylor, 1945
- Chondrus uncinalis Bailey & Harvey